# Salomonida Saburowa
Salomonida Saburowa, także Sołomija Saburowa (ros. Соломония Сабурова), po postrzyżynach mniszych mniszka Zofia (ur. ok. 1490, zm. 1542) – pierwsza małżonka wielkiego księcia Wasyla III, następnie prawosławna mniszka, w 1916 kanonizowana przez Rosyjski Kościół Prawosławny.

## Życiorys
Salomonida Saburowa pochodziła ze szlacheckiej rodziny z Suzdala, pochodzenia tatarsko-ruskiego. Według tradycji Wasyl III wybrał ją na małżonkę po obejrzeniu pięciuset kobiet sprowadzonych w tym celu na dwór przez jego matkę Zoe Paleolog zgodnie z bizantyńskim zwyczajem. Salomonida była wielką księżną moskiewską od 1505 do 1525, nie odgrywając w tym czasie żadnej roli politycznej, zgodnie z dotychczasową tradycją stale przebywając w teremie na Kremlu moskiewskim. W źródłach znajdują się jedynie wzmianki o tym, że często zachowywała się w sposób budzący na dworze zdziwienie i oburzenie, np. bardzo lubiła jeździć konno, co uważane było za zajęcie niewłaściwe dla małżonki księcia.
W 1525 Wasyl III postanowił rozwieść się z żoną, uznając, że była ona bezpłodna - przez dwadzieścia lat małżeństwa nie urodziła dziecka. Decyzja ta została źle przyjęta przez otoczenie księcia i w pierwszej chwili potępiona przez hierarchię cerkiewną. Ostatecznie metropolita moskiewski Daniel wyraził zgodę na rozwód, którego konsekwencją były przymusowe postrzyżyny mnisze Salomonidy. Podczas obrzędu wielkiej księżnej nadano imię zakonne Zofia. Wielka księżna żyła najpierw w monasterze Narodzenia Matki Bożej w Moskwie, a następnie w monasterze Opieki Matki Bożej w Suzdalu.
Wasyl III nakazał ogłosić, jak również zapisać w tworzonych na dworze latopisach, że Salomonida z własnej woli została mniszką, by przez resztę życia modlić się o urodzenie następcy tronu.
Otoczona powszechnym szacunkiem mniszka Zofia zmarła w suzdalskim klasztorze w 1542 i tam też została pochowana.

## Kult
Nieformalny kult mniszki Zofii pojawił się natychmiast po jej śmierci. Już w II poł. XVI w. i na pocz. XVII w. opisywano przypadki uzdrowień, do których miało dochodzić na jej grobie, Zofię uważano za świętą. Przypisywano jej również ocalenie Suzdala przed wkroczeniem wojsk polskich w 1609. Oficjalna kanonizacja wielkiej księżnej miała jednak miejsce dopiero w 1916. Wspomnienie liturgiczne świętej mniszki Zofii Suzdalskiej przypada 16/29 grudnia.

## Salomonida w folklorze rosyjskim

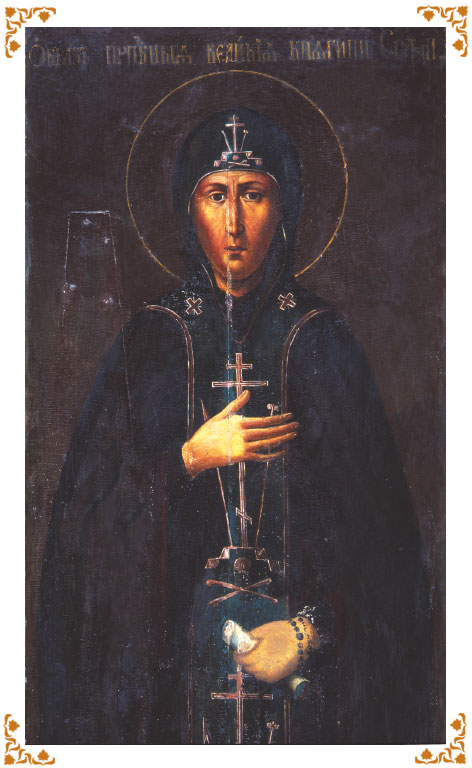
Ikona Zofii Suzdalskiej w szatach schimniszki

Postać Salomonidy i jej oddalenie przez wielkiego księcia Wasyla stały się kanwą dla licznych legend i opowieści ludowych. Jedna z nich, powstała najprawdopodobniej już za panowania Iwana Groźnego, przedstawia okrucieństwo tegoż władcy jako karę bożą zesłaną na całą Ruś za niegodziwe postępowanie jego ojca. W ludowej opowieści Wasyl III, zastanawiając się nad rozwodem, prosi o radę trzech mnichów z monasteru Troicko-Siergijewskiego, a następnie, w modlitwie, samego zmarłego w 1392 Sergiusza z Radoneża (w innej wersji - Marka, patriarchę jerozolimskiego). W odpowiedzi słyszy, że w przypadku powtórnego ożenku będzie miał z niego "złe dziecko", za sprawą którego:

carstwo twoje napełni się przerażeniem i smutkiem, krew popłynie rzeką, spadną głowy wielmożów, a grody się zapalą

Legendy, wbrew rozpowszechnianej przez Wasyla III wersji o dobrowolnych postrzyżynach mniszych księżnej, opisywały również, że kobieta do ostatniej chwili nie chciała pogodzić się z losem, odrzuciła i podeptała nałożony jej na głowę mniszy kłobuk, a gdy w końcu uległa, zapowiedziała, że Bóg pomści jej krzywdę. W tradycji ludowej śmierć Wasyla III, która nastąpiła dziewięć lat później wskutek upadku z konia, była interpretowana właśnie jako kara za odtrącenie małżonki.
W innej legendzie o Salomonidzie kobieta, już jako mniszka, rodzi w Suzdalu syna Grigorija, który potem staje się Kudijarem - hersztem bandy rozbójników, by ostatecznie nawrócić się i wstąpić do monasteru.